# Оміяге

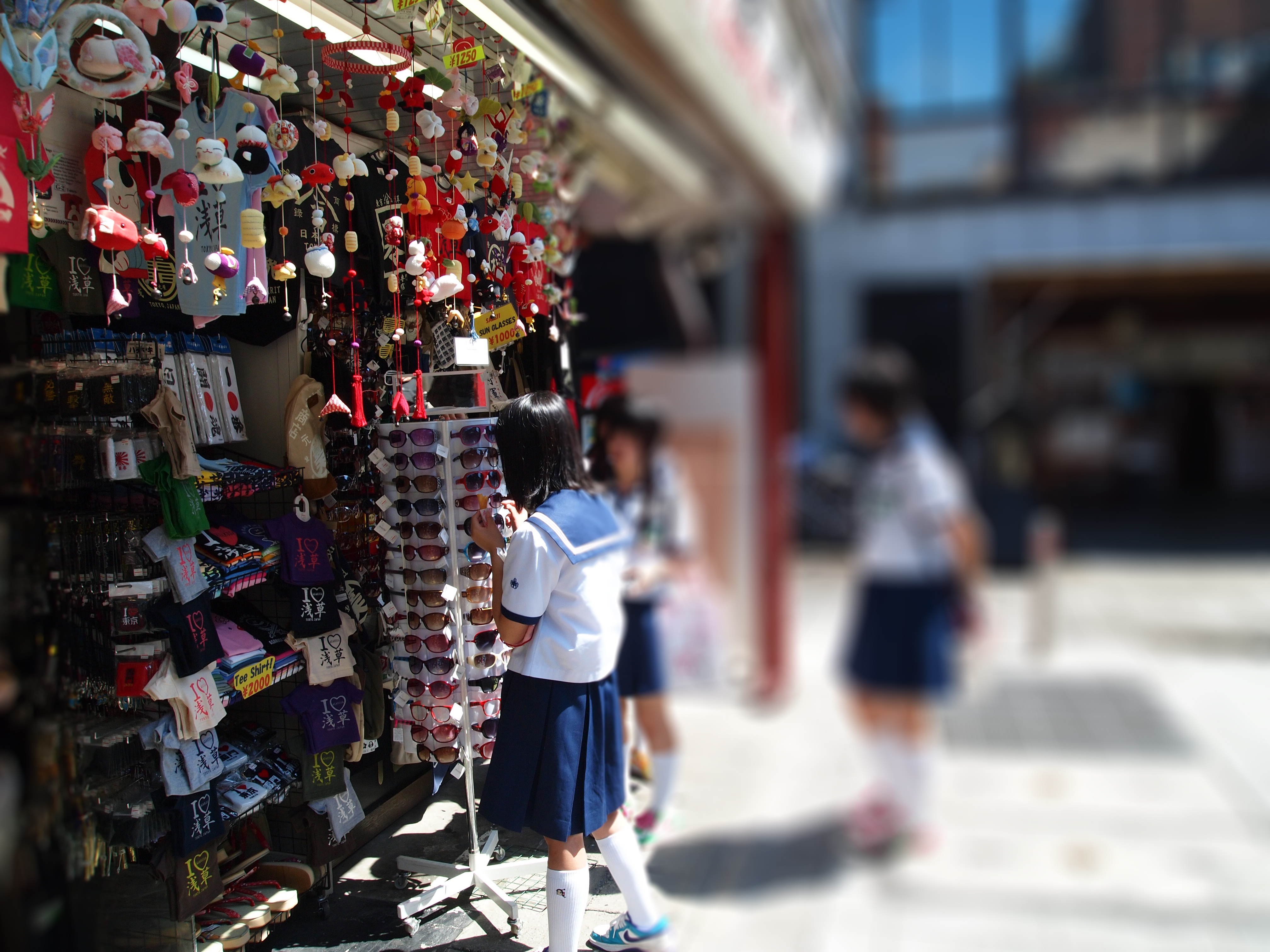
Сувенірний магазин у торговому районі Асакуса, Японія. 2011 рік.

Оміяге (яп. 御土産（おみやげ)), міяге (яп. 土産（みやげ) - предмети (подарунки), пов'язані з певним місцем, які купуються під час подорожі з метою подарувати їх знайомим або родичам. Або ж під час відвідування будинку знайомого чи родича або іншого місця проживання - це подарунок, який приносять на знак вдячності. В останньому випадку також використовується термін "те-міяге" (яп. 手土産 (てみやげ)).

## Термін
Оскільки це подарунок, до слова додається гоноративний префікс "о-", який ніяким чином не впливає на значення слова. Тому зазвичай японською говорять "оміяге" (яп. 御土産（おみやげ)), а не просто "міяге" (яп. 土産（みやげ). Канджі 土産 крім "міяге"(みやげ) також мають прочитання "міаге" (みあげ), "досан" (どさん), "тосан"(とさん).
Також існує термін "сувенірна історія"("міягебанаші") - яп. 土産話 (みやげばなし), що означає розповідати людям про те, що ви бачили, чули або пережили під час подорожі.

## Опис
Оміяге - це зазвичай солодкі продукти, такі як цукерки, тістечка чи печиво. Однак вони також можуть включати алкоголь, сухі закуски, рисові крекери тощо. Їх часто обирають серед мейбуцу - продуктів, що асоціюються з певним регіоном. Продаж оміяге є великим бізнесом в японській туристичній індустрії. Окремою категорією мейбуцу є токусанхін - продукти, які виробляються або вирощуються лише в певній країні чи регіоні, є репрезентативними для цього регіону.

## Дослідження
У випадку туристичних сувенірів та сувенірної продукції дослідження з 1990-х років зосереджені на класифікації та функціях продукції, зв'язку між тенденціями споживання та формами туризму, а також на відносинах між продавцями та покупцями.
Іншою сферою культурно-антропологічних досліджень є туристичне мистецтвознавство, в якому комерціалізація ремесел через туризм стала предметом дебатів. Культурна трансформація і втрата автентичності у відносинах між туристами і місцевими жителями обговорюється у зв'язку з туристичним мистецтвом.
З іншого боку, було зазначено, що в усьому світі існують приклади, коли товари масового виробництва, такі як футболки та брелоки, продаються із зазначеними на них назвами та пам'ятками туристичних об'єктів, функціонуючи як "доказ" їхньої власної туристичної поведінки. Був час, коли вимпели були модними в Японії.

## Метафора
Оскільки слово "міяге"/"оміяге" в японській мові використовується для позначення подарунків загалом, цей термін також застосовується до наступних речей:
- Отримання того, що не є початковою метою дії. Часто за те, чого одержувач не бажає.
- Так звані відкати та хабарі.